# Schweinshaxe

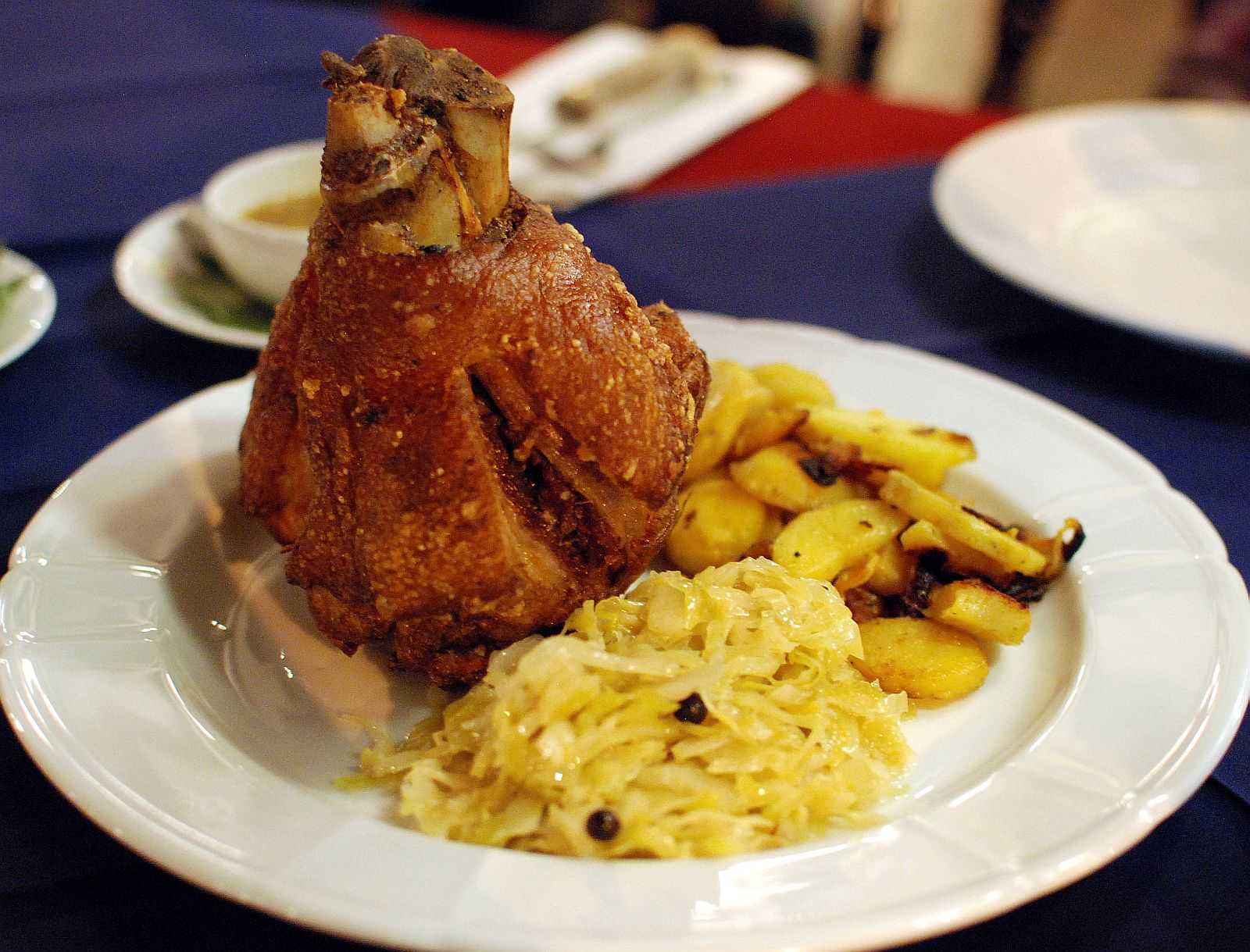
Grillad Schweinshaxe

Schweinshaxe är ett sätt att tillaga fläsklägg genom att grilla hela läggen från rått tillstånd (till skillnad från rimmad). Vid tillagningen lämnas svålen på köttet, och den blir av detta knaprig.
Schweinshaxe är framför allt vanligt i södra Tyskland och Österrike där den serveras med surkål och knödel.
I norra Tyskland rimmas och kokas som regel fläskläggen, som då kallas Eisbein.